# Llista de peixos del Nepal

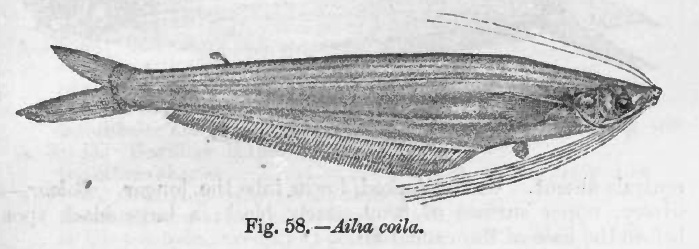
Ailia coila

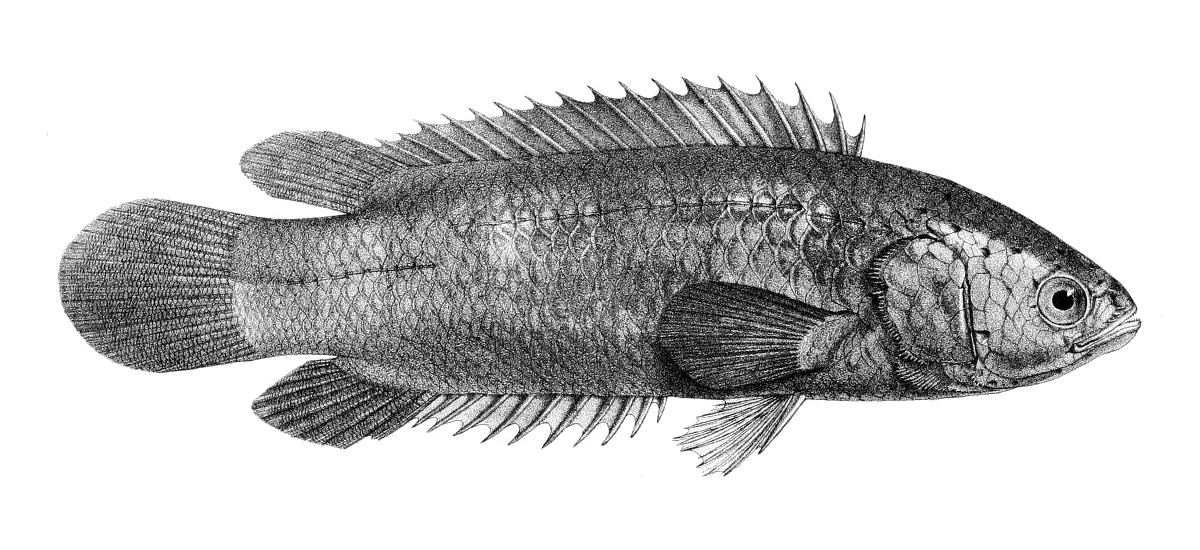
Anabas testudineus

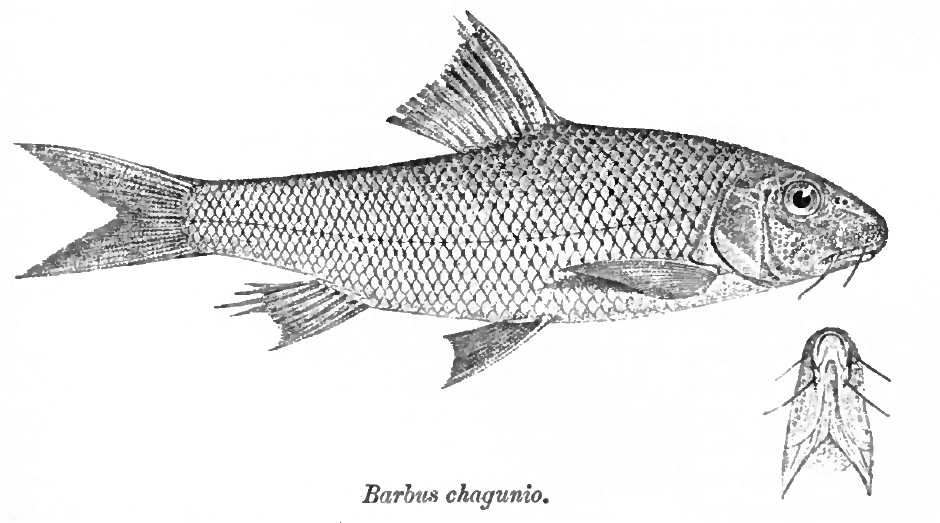
Chagunius chagunio

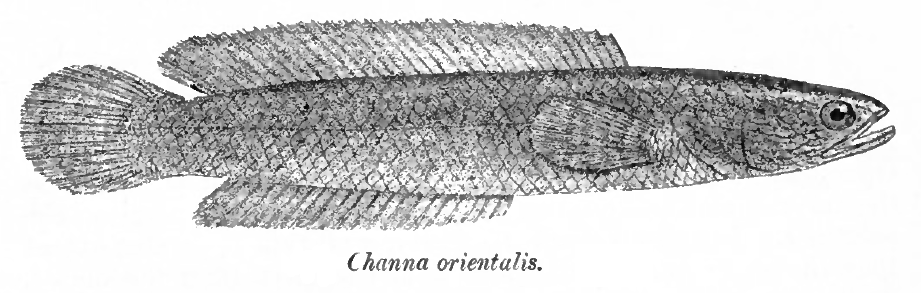
Channa orientalis

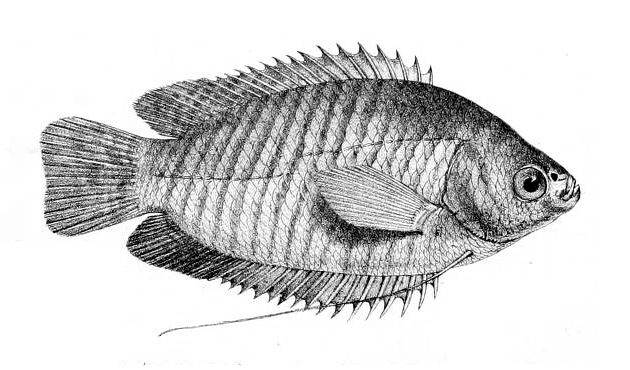
Colisa fasciata

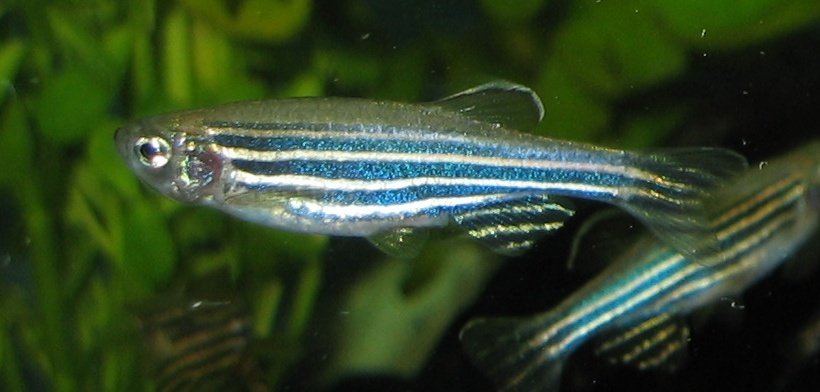
Danio rerio

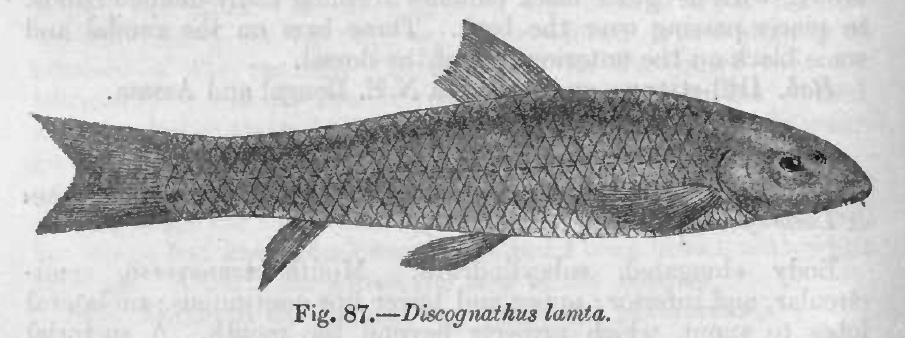
Garra lamta

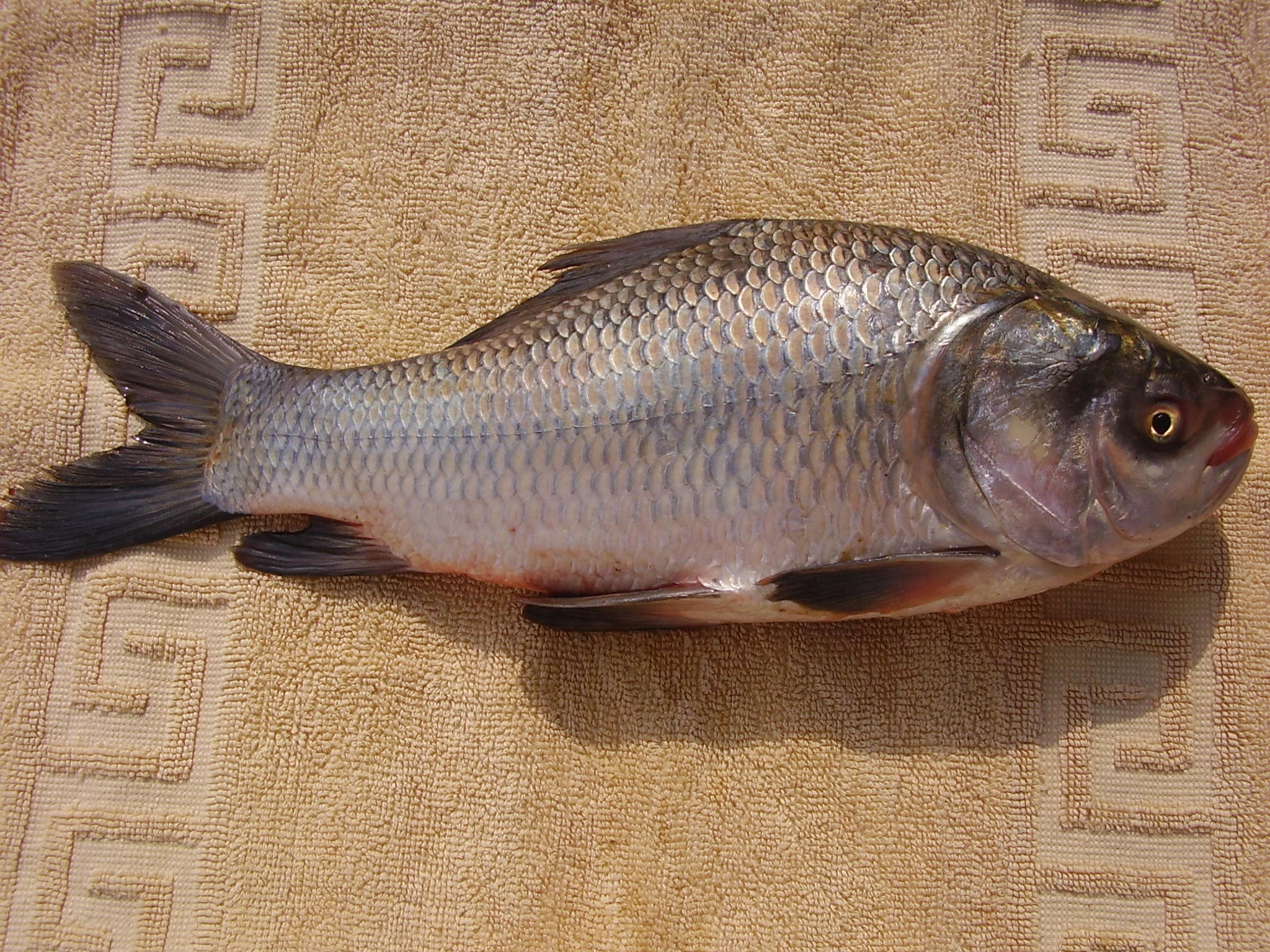
Catla catla

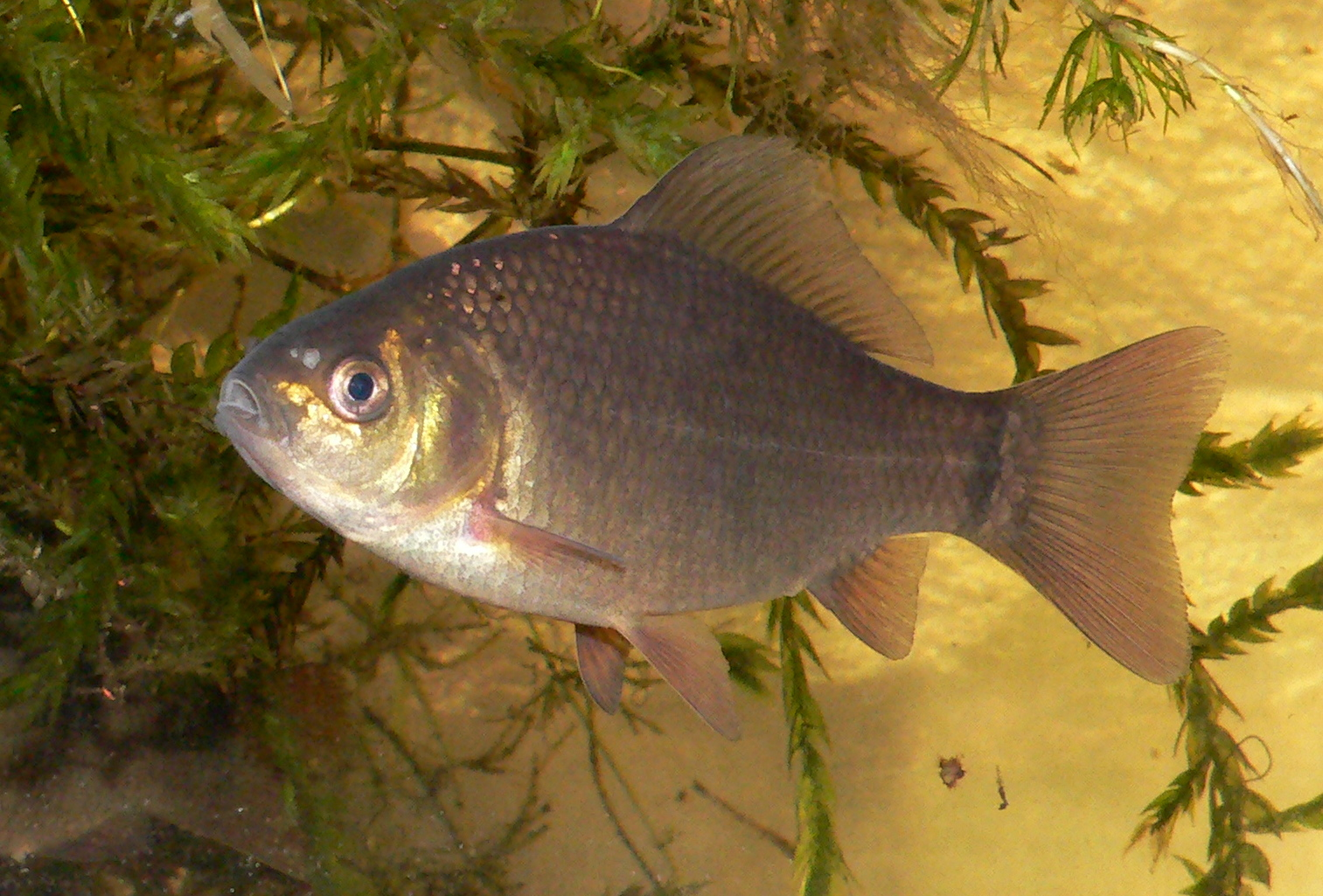
Carpí ver

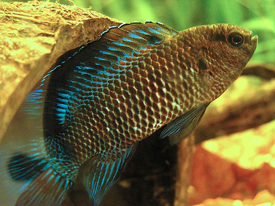
Badis badis

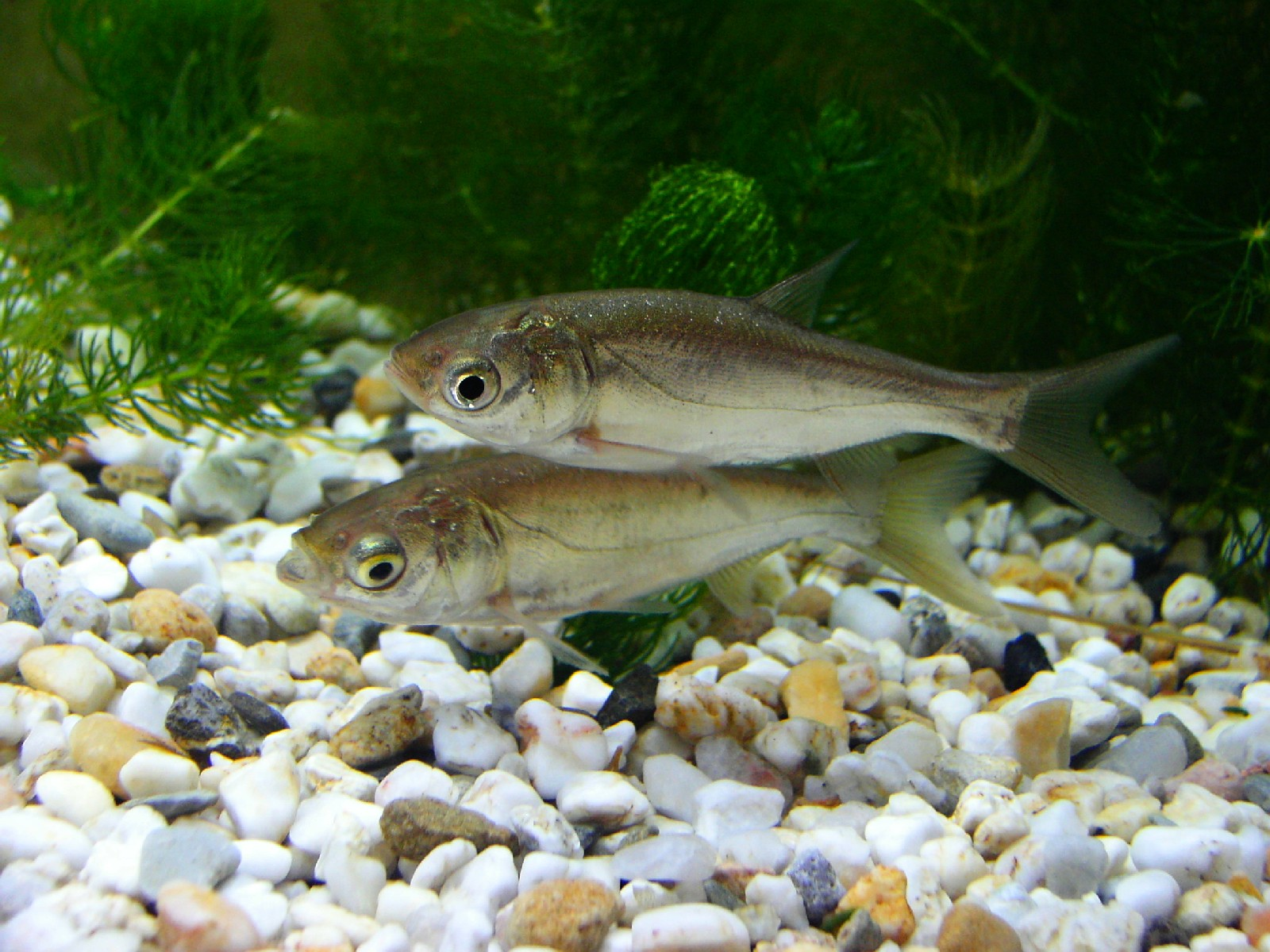
Hypophthalmichthys molitrix

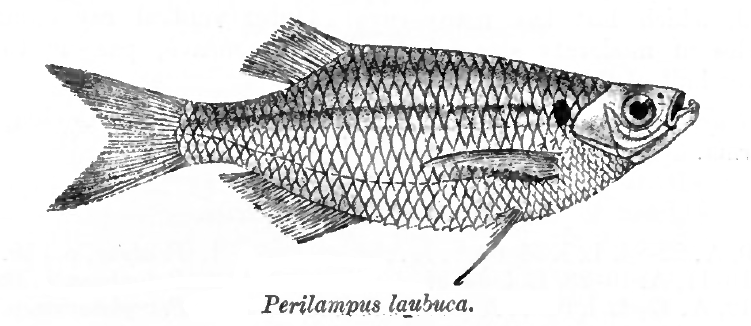
Laubuca laubuca

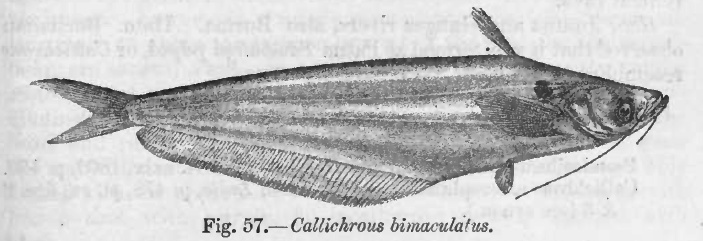
Ompok bimaculatus

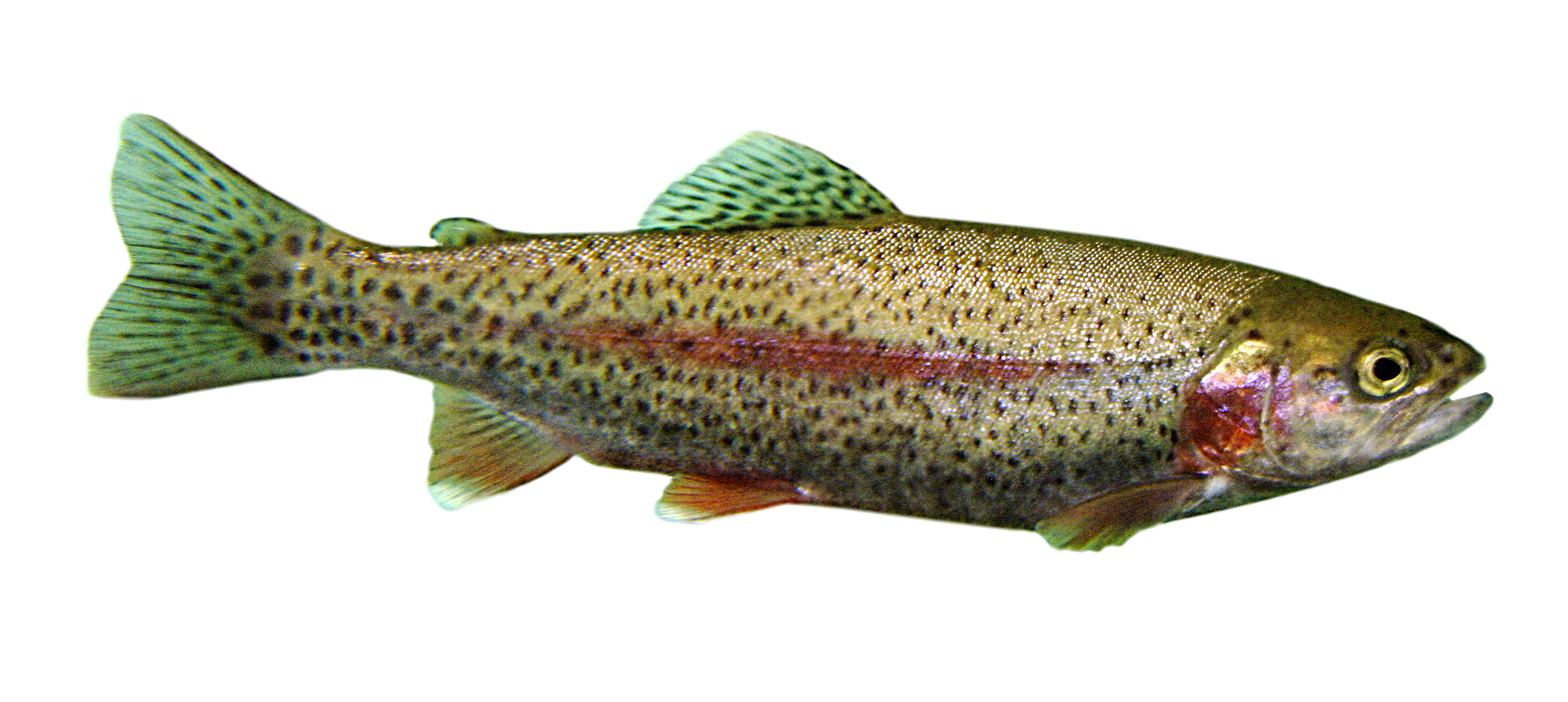
Truita arc de Sant Martí (Oncorhynchus mykiss)

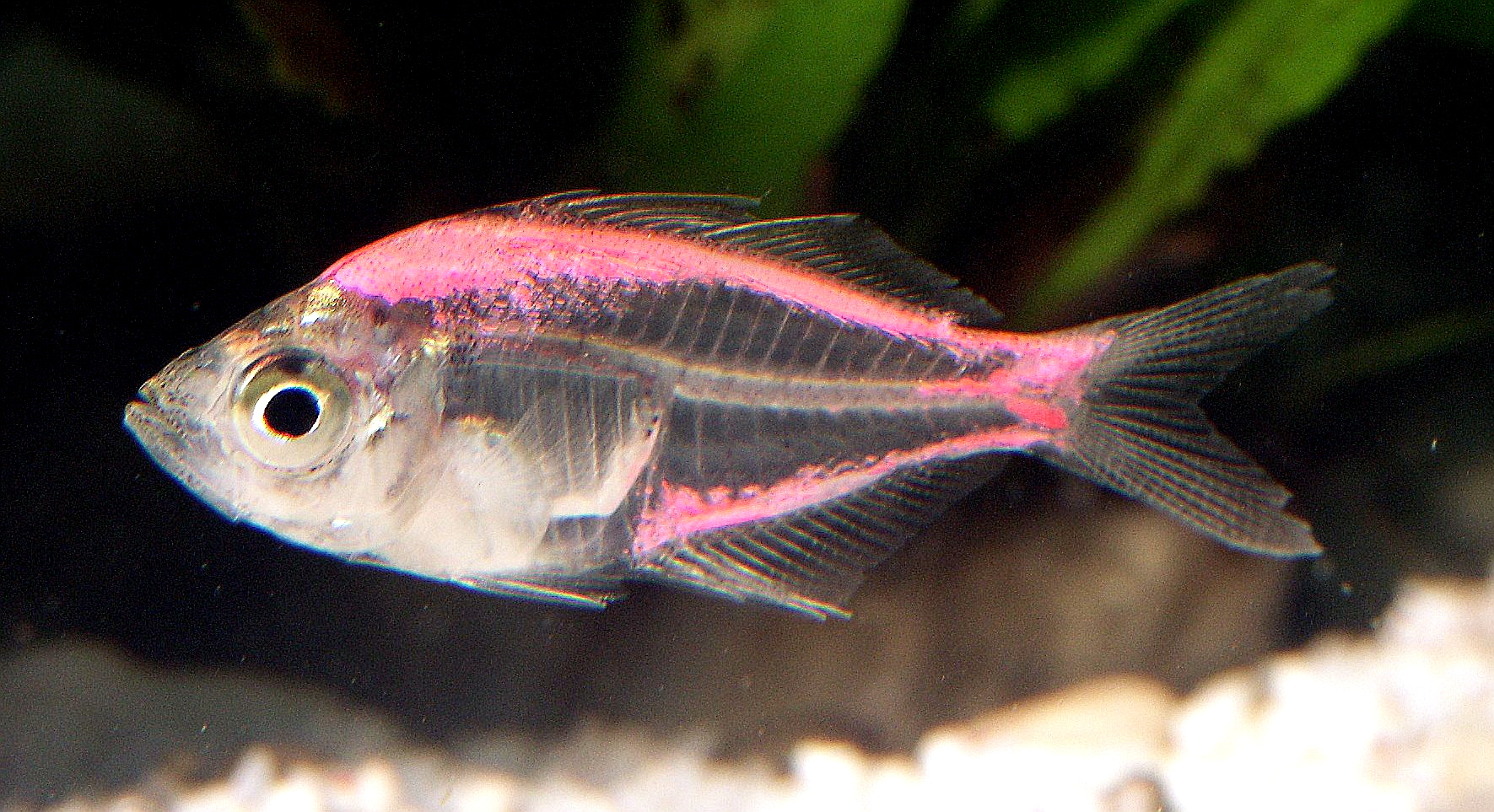
Parambassis ranga

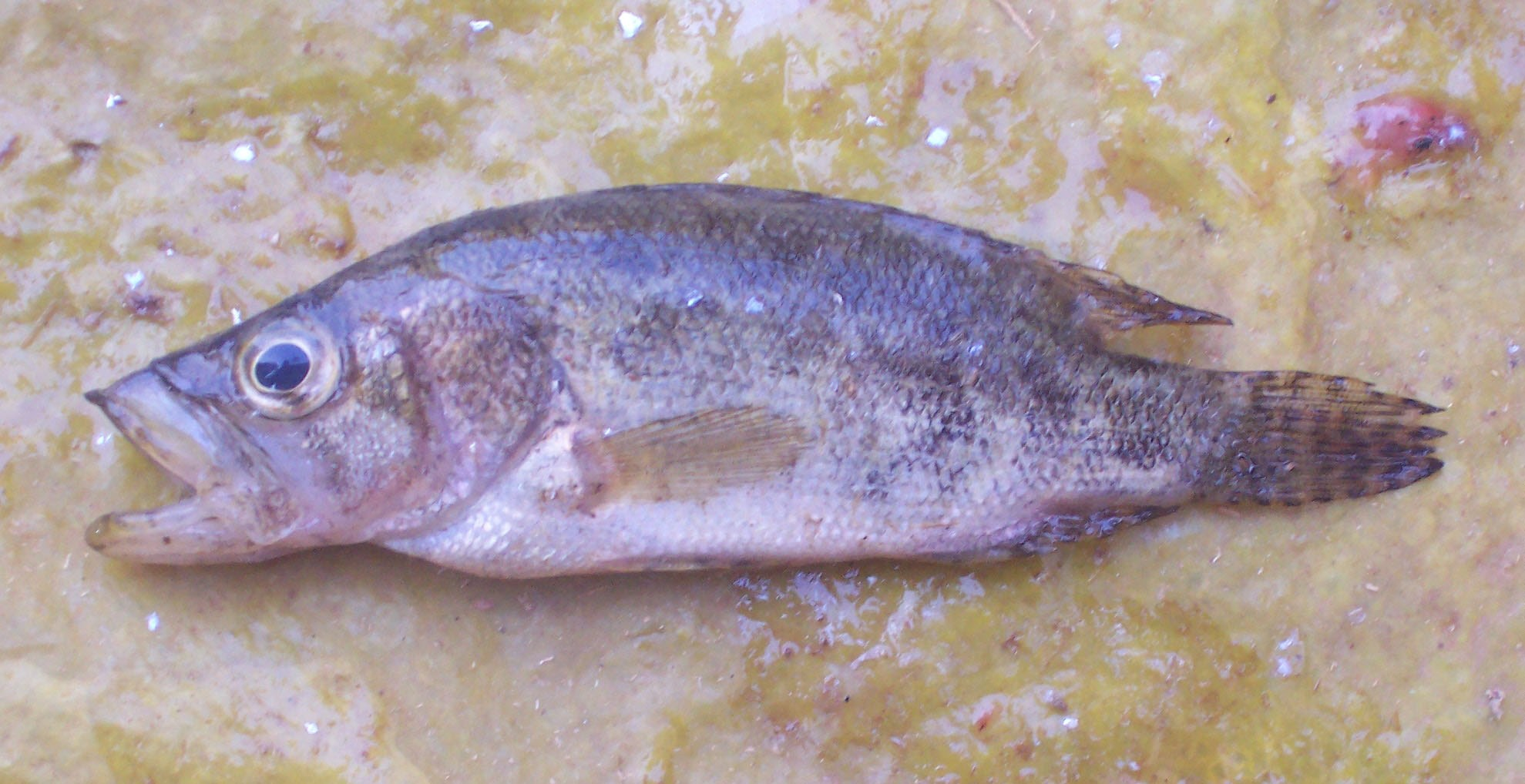
Nandus nandus

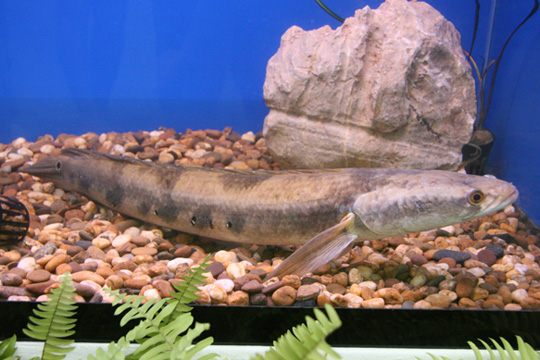
Channa marulia

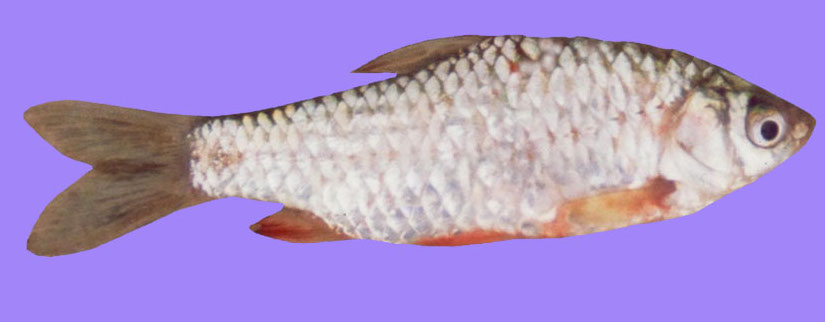
Puntius sarana

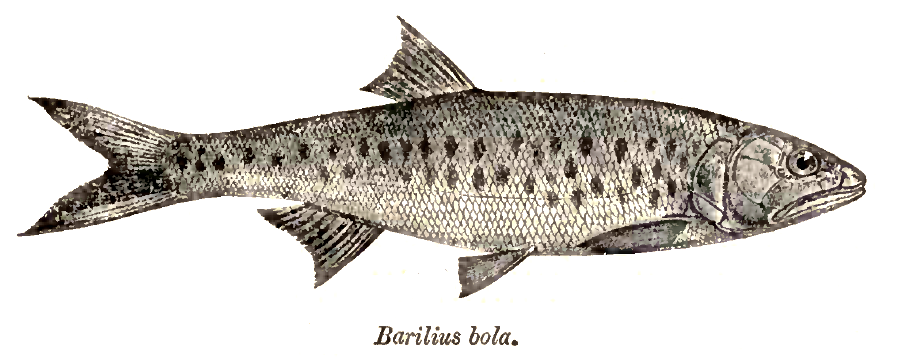
Raiamas bola

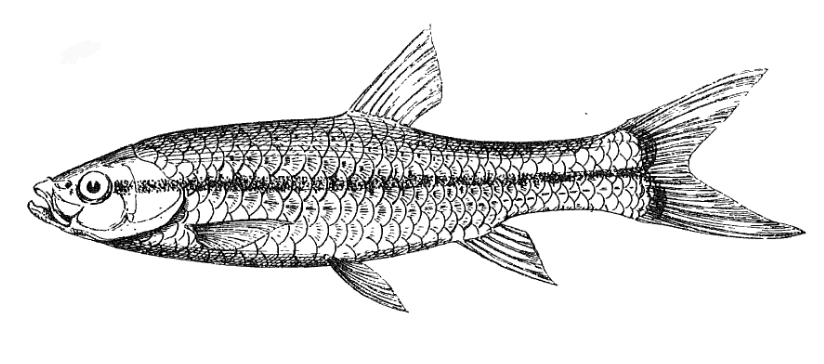
Rasbora daniconius

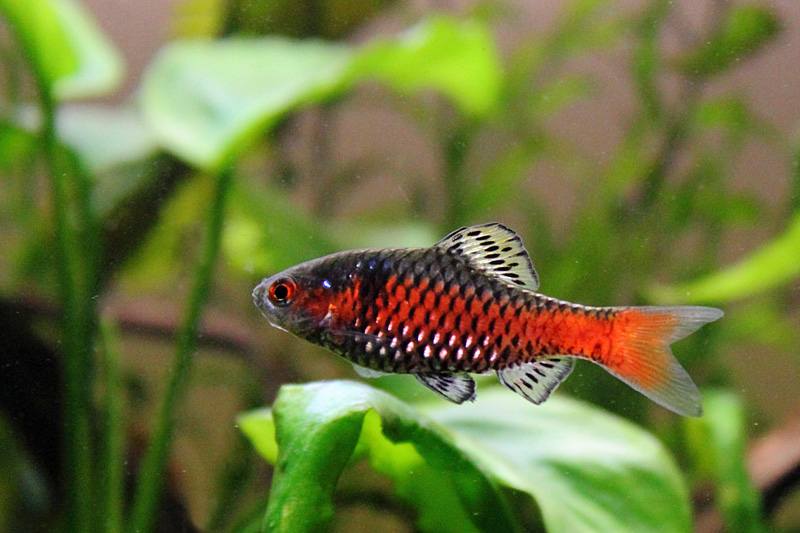
Puntius ticto

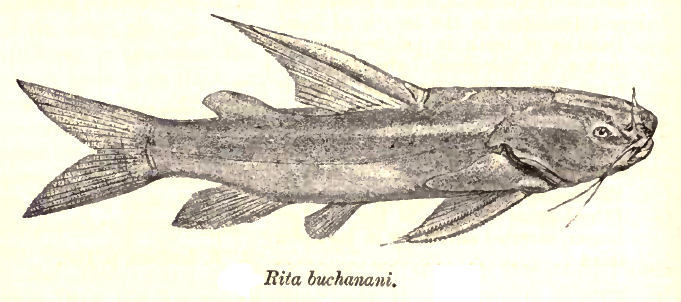
Rita rita

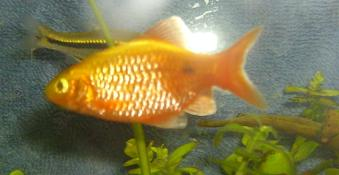
Puntius conchonius

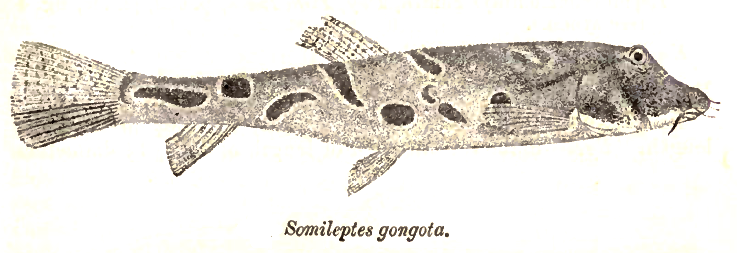
Somileptus gongota

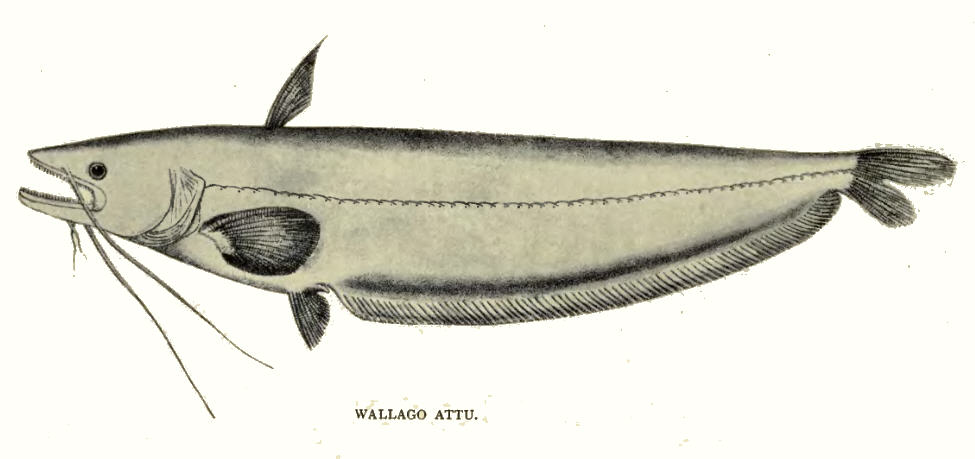
Wallago attu

Aquesta llista de peixos del Nepal inclou les 173 espècies de peixos que es poden trobar al Nepal ordenades per l'ordre alfabètic de llur nom científic.

## A
- Acanthocobitis botia
- Ailia coila
- Amblyceps mangois
- Amblypharyngodon mola
- Anabas testudineus
- Anguilla bengalensis bengalensis
- Aplocheilus panchax
- Aspidoparia jaya
- Aspidoparia morar

## B
- Badis badis
- Bagarius bagarius
- Balitora brucei
- Balitora eddsi[1]
- Bangana ariza
- Bangana dero
- Barilius barila
- Barilius barna
- Barilius bendelisis
- Barilius shacra
- Barilius tileo
- Barilius vagra
- Batasio batasio
- Batasio macronotus[2]
- Botia almorhae
- Botia lohachata

## C
- Carassius carassius
- Catla catla
- Chaca chaca
- Chagunius chagunio
- Chanda nama
- Channa gachua
- Channa marulia
- Channa orientalis
- Channa punctata
- Channa stewartii
- Channa striata
- Chela cachius
- Chitala chitala
- Cirrhinus cirrhosus
- Cirrhinus reba
- Clarias batrachus
- Clupisoma garua
- Clupisoma montana
- Colisa fasciata
- Colisa lalia
- Crossocheilus latius
- Ctenopharyngodon idella
- Cyprinion semiplotum
- Cyprinus carpio carpio

## D
- Danio dangila
- Danio rerio
- Devario aequipinnatus
- Devario devario
- Diptychus maculatus

## E
- Erethistes hara
- Erethistoides ascita
- Erethistoides cavatura
- Esomus danricus
- Euchiloglanis davidi
- Eutropiichthys murius
- Eutropiichthys vacha

## G
- Gagata cenia
- Garra annandalei
- Garra gotyla gotyla
- Garra lamta
- Garra mullya
- Glossogobius giuris
- Glyptothorax annandalei
- Glyptothorax cavia
- Glyptothorax gracilis
- Glyptothorax indicus
- Glyptothorax kashmirensis
- Glyptothorax pectinopterus
- Glyptothorax telchitta
- Glyptothorax trilineatus
- Gogangra viridescens
- Gudusia chapra

## H
- Hemibagrus menoda
- Heteropneustes fossilis
- Hypophthalmichthys molitrix
- Hypophthalmichthys nobilis

## J
- Johnius coitor

## L
- Labeo angra
- Labeo bata
- Labeo boga
- Labeo caeruleus
- Labeo calbasu
- Labeo dyocheilus
- Labeo fimbriatus
- Labeo gonius
- Labeo pangusia
- Labeo rohita
- Laubuca laubuca
- Lepidocephalichthys guntea

## M
- Macrognathus aculeatus
- Macrognathus aral
- Macrognathus lineatomaculatus
- Macrognathus pancalus
- Mastacembelus armatus
- Megarasbora elanga
- Monopterus cuchia
- Myersglanis blythii
- Mystus bleekeri
- Mystus cavasius
- Mystus gulio
- Mystus tengara
- Mystus vittatus

## N
- Nandus nandus
- Nangra nangra
- Nemacheilus multifasciatus
- Neoanguilla nepalensis
- Neolissochilus hexagonolepis
- Neotropius atherinoides
- Notopterus notopterus

## O
- Ompok bimaculatus
- Ompok pabda
- Oncorhynchus mykiss
- Oncorhynchus rhodurus
- Oreochromis mossambicus
- Oreochromis niloticus niloticus
- Osteobrama cotio cotio

## P
- Parachiloglanis hodgarti
- Parambassis ranga
- Pseudambassis baculis
- Pseudecheneis crassicauda
- Pseudecheneis eddsi
- Pseudecheneis serracula
- Pseudecheneis sulcata
- Pseudolaguvia ribeiroi
- Psilorhynchus balitora
- Psilorhynchus homaloptera
- Psilorhynchus nepalensis
- Psilorhynchus pseudecheneis[3]
- Psilorhynchus sucatio
- Puntius chelynoides
- Puntius chola
- Puntius conchonius
- Puntius gelius
- Puntius phutunio
- Puntius sarana
- Puntius sophore
- Puntius ticto

## R
- Raiamas bola
- Rasbora daniconius
- Rhinomugil corsula
- Rita rita

## S
- Salmo trutta trutta
- Salmophasia bacaila
- Schistura beavani
- Schistura corica
- Schistura rupecula
- Schistura savona
- Schistura scaturigina
- Schizothorax esocinus
- Schizothorax labiatus
- Schizothorax macrophthalmus
- Schizothorax molesworthi
- Schizothorax nepalensis
- Schizothorax plagiostomus
- Schizothorax progastus
- Schizothorax raraensis
- Schizothorax richardsonii
- Securicula gora
- Setipinna phasa
- Silonia silondia
- Sisor rabdophorus
- Somileptus gongota
- Sperata aor
- Sperata seenghala

## T
- Tor putitora
- Tor tor

## W
- Wallago attu

## X
- Xenentodon cancila[4]